# Kooddoo Airport
Kooddoo Airport är en flygplats i Maldiverna. Den ligger i den södra delen av landet. 
Flygplatsen ligger på ön Kooddoo, drygt en kilometer söder om Vilingili, huvudorten i den administrativa atollen Gaafu Alif atoll.